# Benoît Caranobe
Benoît Caranobe född den 12 juni 1980 i Vitry-sur-Seine, Frankrike, är en fransk gymnast.
Han tog OS-brons i den individuella mångkampen i samband med de olympiska gymnastiktävlingarna 2008 i Peking.